# Yasuo Fukuda
Yasuo Fukuda (japansk: 福田康夫 = Fukuda Yasuo), født 16. juli 1936) er en tidligere japansk premierminister.
- Wikimedia Commons har flere filer relateret til Yasuo Fukuda

1. ↑  Navnet er anført på engelsk og stammer fra Wikidata hvor navnet endnu ikke findes på dansk.
2. ↑  Navnet er anført på bokmål og stammer fra Wikidata hvor navnet endnu ikke findes på dansk.